# Water Made Us
Water Made Us — третий студийный альбом американской певицы и поэтессы Джамилы Вудс, вышедший 13 октября 2023 года на лейбле Jagjaguwar.

## Об альбоме
Проект был описан как ее собственный «поиск любви». В то время как первые несколько треков отражают «трепетное предвкушение новой связи», баллады «Wreckage Room» и «Thermostat» размышляют о таких мотивах, как «конфликт» и сердечная боль. Наконец, песни, завершающие альбом, Вудс считает «песнями-мантрами», поскольку они «выражают накопленную мудрость».

## Отзывы
| Совокупная оценка    | Совокупная оценка |
| Источник             | Оценка            |
| -------------------- | ----------------- |
| Metacritic           | 85/100            |
| Оценки критиков      |                   |
| Источник             | Оценка            |
| AllMusic             | [ 5 ]             |
| Beats Per Minute     | 85%               |
| Clash                | 9/10              |
| HipHopDX             | 4.2/5             |
| Exclaim!             | 8/10              |
| The Guardian         | [ 1 ]             |
| The Line of Best Fit | 8/10              |
| Pitchfork            | 8/10              |
| PopMatters           | 8/10              |
| Slant Magazine       | [ 12 ]            |

Sound of a Woman получил положительные отзывы от музыкальных критиков. На сайте Metacritic, который присваивает нормализованный рейтинг из 100 баллов рецензиям мейнстримных критиков, альбом получил средний балл 85 на основе 11 рецензий, что означает «общее признание».
Энди Келлман, написавший для AllMusic, оценил альбом как «уникальный в том, как он исследует и размышляет о любви с философской и терпеливой, но неприкрытой точки зрения». Алек Сигел из HipHopDX оценил альбом как «наполненный интимными деталями в масштабе диорамы, которые свободно прослеживают жизненный цикл отношений: безграничное начало, комфортная середина, резкий конец и, что очень важно, рефлексивное последствие». Робин Мюррей из Clash назвал альбом «пышным по размаху, но трогательно личным». Стив Форстнегер из Beats Per Minute оценил альбом как «возможно, самый интеллектуальный альбом о любви в этом десятилетии». Тарисаи Нгангура из Pitchfork оценил творчество Вудса как «непочтительное, гибкое и дисциплинированное». Рэйчел Арости из The Guardian назвала альбом «наполненным хуками» и «беспокойно смешивающим жанры». Ноа Баркер из The Line of Best Fit оценил темы альбома как «сочетающие в себе гармонию и праведность». В своей рецензии для PopMatters Стив Хоровиц описал Вудса как обладателя «хорошего чувства юмора, использующего игру слов и детские мелодии, чтобы повлиять на настроение или донести мысль». Slant Magazine' Дана Поланд описала альбом как «радикально честное путешествие через сложности любви». Сафия Хопф из Exclaim! описала альбом как «плотный поэтический и звуковой разнообразный».

## Список композиций
| №                   | Название                                        | Автор(ы)                                                        | Продюсеры                         | Длительность |
| ------------------- | ----------------------------------------------- | --------------------------------------------------------------- | --------------------------------- | ------------ |
| 1.                  | «Bugs»                                          | Jamila Woods Alissia Benveniste Homer Steinweiss Jasmin Charles | Alissia Benveniste                | 3:21         |
| 2.                  | «Tiny Garden» (при участии duendita)            | Woods Chris McClenney Candace Camacho Wynne Ashley Bennett      | McClenney Bennett                 | 4:11         |
| 3.                  | «Practice» (featuring Saba)                     | Woods McClenney Charles Tahj Malik Chandler                     | McClenney                         | 3:14         |
| 4.                  | «Let the Cards Fall»                            | Woods                                                           | Woods                             | 0:43         |
| 5.                  | «Send a Dove»                                   | Woods McClenney Peter Wilkins                                   | Woods McClenney Peter CottonTale  | 3:56         |
| 6.                  | «Wreckage Room»                                 | Woods Julian Davis Reed Wilkins                                 | CottonTale                        | 3:19         |
| 7.                  | «Thermostat» (featuring Peter CottonTale)       | Woods Justin Canavan Nate Fox Wilkins Shaan Ramaprasad          | CottonTale                        | 3:01         |
| 8.                  | «Out of the Doldrums»                           | Woods                                                           | Woods                             | 0:35         |
| 9.                  | «Wolfsheep»                                     | Woods McClenney                                                 | McClenney                         | 2:57         |
| 10.                 | «I Miss All My Exes» (при участии Gia Margaret) | Woods McClenney Margaret Comes Nico Segal                       | Woods Gia Margaret                | 1:57         |
| 11.                 | «Backburner»                                    | Woods McClenney                                                 | McClenney                         | 3:29         |
| 12.                 | «Libra Intuition»                               | Woods                                                           | Woods                             | 0:14         |
| 13.                 | «Boomerang»                                     | Woods Daniel Traynor McClenney George Moore Neo Jessica Joshua  | Grades McClenney Nao George Moore | 3:02         |
| 14.                 | «Still»                                         | Woods McClenney Bennett                                         | McClenney Bennett                 | 3:02         |
| 15.                 | «The Best Thing»                                | Woods                                                           | Woods                             | 0:33         |
| 16.                 | «Good News»                                     | Woods Itai David Shapira Jean Placide                           | Biako                             | 3:03         |
| 17.                 | «Headfirst»                                     | Woods McClenney Bennett George Lewis Jr.                        | McClenney Bennett                 | 4:24         |
| Общая длительность: | Общая длительность:                             | Общая длительность:                                             | Общая длительность:               | 45:01        |